# Государственная дума Российской Федерации VII созыва
Государственная дума Федерального собрания Российской Федерации седьмого созыва избрана 18 сентября 2016 года на 5-летний срок.
Срок полномочий:
- Дата начала — 5 октября 2016 года[2]
- Дата окончания — 12 октября 2021 года[3].

Первое заседание VII созыва Госдумы, в соответствии с указом Президента России В. В. Путина, прошло 5 октября 2016 года, его открыл старейший по возрасту депутат Госдумы, член фракции КПРФ Ж. И. Алфёров (1930—2019). На заседании был утверждён новый председатель Думы — В. В. Володин.
Первыми заместителями председателя Государственной думы утверждены Александр Жуков («Единая Россия») и Иван Мельников (КПРФ).
Заместителями председателя Государственной думы избраны от фракции «Единая Россия» — Сергей Неверов, Пётр Толстой, Ирина Яровая, Ольга Тимофеева, от фракции ЛДПР — Игорь Лебедев, от фракции «Справедливая Россия» — Ольга Епифанова.

## Выборы
Выборы в Государственную думу VII созыва были проведены 18 сентября 2016 года. Впервые после 2003 года депутаты избирались по смешанной системе: 225 депутатов по партийным спискам и 225 депутатов — по одномандатным округам.
Как и в предыдущих выборах, отсутствовали нижний порог явки и возможность голосовать против всех. Для получения депутатских мандатов по федеральным спискам партиям требовалось набрать не менее 5 процентов голосов избирателей, принявших участие в голосовании; распределение мест между партиями происходило по пропорциональной системе. 
Для участия в выборах были зарегистрированы федеральные списки 14 партий.

### Итоги выборов
По результатам подсчёта голосов, по федеральным спискам в Думу прошли те же четыре парламентские партии, которые работали в Думе VI созыва: «Единая Россия» (54,20 % голосов), КПРФ (13,34 %), ЛДПР (13,14 %), «Справедливая Россия» (6,22 %). Явка составила 47,88 %. По одномандатным округам представители «Единой России» победили в 203 округах из 225. Таким образом, учитывая ещё 140 мандатов, полученных по федеральному списку, «Единая Россия» увеличила свою долю в думе более чем на сто мест по сравнению с предыдущим созывом и получила конституционное большинство — более 2/3 голосов депутатов.
| Место                      | Место                      | Партия                                            | Голоса     | %       | Получено мест в Думе     | Получено мест в Думе       | Получено мест в Думе |
| Место                      | Место                      | Партия                                            | Голоса     | %       | по федераль- ным спискам | по одно- мандатным округам | всего                |
| -------------------------- | -------------------------- | ------------------------------------------------- | ---------- | ------- | ------------------------ | -------------------------- | -------------------- |
|                            | 1.                         | «Единая Россия»                                   | 28 527 828 | 54,20 % | 140                      | 203                        | 343                  |
|                            | 2.                         | КПРФ                                              | 7 019 752  | 13,34 % | 35                       | 7                          | 42                   |
|                            | 3.                         | ЛДПР                                              | 6 917 063  | 13,14 % | 34                       | 5                          | 39                   |
|                            | 4.                         | «Справедливая Россия»                             | 3 275 053  | 6,22 %  | 16                       | 7                          | 23                   |
|                            |                            |                                                   |            |         |                          |                            |                      |
|                            | 5.                         | «Коммунисты России»                               | 1 192 595  | 2,27 %  | 0                        | 0                          | 0                    |
|                            | 6.                         | «Яблоко»                                          | 1 051 335  | 1,99 %  | 0                        | 0                          | 0                    |
|                            | 7.                         | «Российская партия пенсионеров за справедливость» | 910 848    | 1,73 %  | 0                        | 0                          | 0                    |
|                            | 8.                         | «Родина»                                          | 792 226    | 1,51 %  | 0                        | 1                          | 1                    |
|                            | 9.                         | «Партия Роста»                                    | 679 030    | 1,29 %  | 0                        | 0                          | 0                    |
|                            | 10.                        | «Зелёные»                                         | 399 429    | 0,76 %  | 0                        | 0                          | 0                    |
|                            | 11.                        | «Парнас»                                          | 384 675    | 0,73 %  | 0                        | 0                          | 0                    |
|                            | 12.                        | «Патриоты России»                                 | 310 015    | 0,59 %  | 0                        | 0                          | 0                    |
|                            | 13.                        | «Гражданская платформа»                           | 115 433    | 0,22 %  | 0                        | 1                          | 1                    |
|                            | 14.                        | «Гражданская сила»                                | 73 971     | 0,14 %  | 0                        | 0                          | 0                    |
|                            |                            | Самовыдвижение                                    | —          | —       | —                        | 1                          | 1                    |
| Недействительные бюллетени | Недействительные бюллетени | Недействительные бюллетени                        | 982 596    | 1,87 %  |                          |                            |                      |
| Всего                      | Всего                      | Всего                                             | 52 631 849 | 100 %   | 225                      | 225                        | 450                  |

## Состав

### Фракции
| Фракция                                              | Число депутатов | % от общего числа депутатов |
| Фракция «Единая Россия»                              | 334             | 74,22 %                     |
| Фракция Коммунистической партии Российской Федерации | 43              | 9,58 %                      |
| Фракция ЛДПР                                         | 40              | 8,91 %                      |
| Фракция «Справедливая Россия»                        | 23              | 5,12 %                      |
| Депутаты, не входящие во фракции                     | 2               | 0,45 %                      |
| Вакантные места                                      | 8               | —                           |

### Руководство
- Председатель Государственной Думы Вячеслав ВолодинПредседатель ГД — Вячеслав Викторович Володин[17].
- Первые заместители председателя ГД — Александр Жуков («ЕР») и Иван Мельников (КПРФ)[17].
- Заместители председателя ГД — Пётр Толстой («ЕР»), Ирина Яровая («ЕР»), Игорь Лебедев (ЛДПР), Ольга Епифанова («СР»)[17].

### Комитеты Государственной думы
5 октября Государственная Дума седьмого созыва на первом пленарном заседании 5 октября 2016 года образовала 26 комитетов и избрала их председателей:
- Комитет по государственному строительству и законодательству — председатель Крашенинников, Павел Владимирович (ЕР);
- Комитет по труду, социальной политике и делам ветеранов — председатель Нилов, Ярослав Евгеньевич (ЛДПР);
- Комитет по бюджету и налогам — председатель Макаров, Андрей Михайлович (ЕР);
- Комитет по финансовому рынку — председатель Аксаков, Анатолий Геннадьевич (СР);
- Комитет по экономической политике, промышленности, инновационному развитию и предпринимательству — председатель Жигарев, Сергей Александрович (ЛДПР);
- Комитет по природным ресурсам, собственности и земельным отношениям — председатель Николаев, Николай Петрович (ЕР);
- Комитет по энергетике — председатель Завальный, Павел Николаевич (ЕР);
- Комитет по транспорту и строительству — председатель Москвичев, Евгений Сергеевич (ЕР);
- Комитет по обороне — председатель Шаманов, Владимир Анатольевич (ЕР);
- Комитет по безопасности и противодействию коррупции — председатель Пискарёв, Василий Иванович (ЕР);
- Комитет по международным делам — председатель Слуцкий, Леонид Эдуардович (ЛДПР);
- Комитет по делам Содружества Независимых Государств, евразийской интеграции и связям с соотечественниками — председатель Калашников, Леонид Иванович (КПРФ);
- Комитет по федеративному устройству и вопросам местного самоуправления — председатель Диденко, Алексей Николаевич (ЛДПР);
- Комитет по региональной политике и проблемам Севера и Дальнего Востока — председатель Харитонов, Николай Михайлович (КПРФ);
- Комитет по Регламенту и организации работы Государственной Думы — председатель Савастьянова, Ольга Викторовна (ЕР);
- Комитет по охране здоровья — председатель Морозов, Дмитрий Анатольевич (ЕР);
- Комитет по образованию и науке — председатель Никонов, Вячеслав Алексеевич (ЕР);
- Комитет по вопросам семьи, женщин и детей — председатель Плетнёва, Тамара Васильевна (КПРФ);
- Комитет по аграрным вопросам — председатель Кашин, Владимир Иванович (КПРФ);
- Комитет по экологии и охране окружающей среды — председатель Тимофеева, Ольга Викторовна (ЕР);
- Комитет по культуре — председатель Говорухин, Станислав Сергеевич (ЕР), с 25 июля 2018 года — Ямпольская, Елена Александровна (ЕР);
- Комитет по делам общественных объединений и религиозных организаций — председатель Гаврилов, Сергей Анатольевич (КПРФ);
- Комитет по делам национальностей — председатель Гильмутдинов, Ильдар Ирекович (ЕР);
- Комитет по физической культуре, спорту, туризму и делам молодежи — председатель Дегтярев, Михаил Владимирович (ЛДПР);
- Комитет по жилищной политике и жилищно-коммунальному хозяйству — председатель Хованская, Галина Петровна (СР);
- Комитет по информационной политике, информационным технологиям и связи — председатель Левин, Леонид Леонидович (СР).

### Комиссии Государственной думы
- Комиссия ГД по вопросам депутатской этики — председатель Аршба Отари Ионович[19]. Расформирована 13 сентября 2018 года[20].
- Комиссия ГД по контролю за достоверностью сведений о доходах, об имуществе и обязательствах имущественного характера, представляемых депутатами ГД — председатель Наталья Поклонская[21]. Комиссия расформирована 13 сентября 2018 года решением Комитета Госдумы по регламенту[22].
- Комиссия по вопросам контроля за достоверностью сведений о доходах, имуществе и обязательствах имущественного характера, представляемых депутатами Государственной думы, мандатным вопросам и вопросам депутатской этики. 20 сентября 2018 года на пленарном заседании Госдумы было принято решение об объединении двух комиссий, расформированных 13 сентября в одну. Новую Комиссию возглавил депутат Аршба Отари Ионович, до 13 сентября возглавлявший Комиссию по вопросам депутатской этики[23]. Наталья Поклонская в состав новой структуры не вошла[24].
- Комиссия по правовому обеспечению развития организаций оборонно-промышленного комплекса Российской Федерации — председатель Гутенёв Владимир Владимирович[25].
- Комиссия ГД по рассмотрению расходов федерального бюджета, направленных на обеспечение национальной обороны, национальной безопасности и правоохранительной деятельности — сопредседатель Макаров Андрей Михайлович[26].
- Счётная комиссия ГД — председатель Гильмутдинов Ильдар Ирекович[27].
- Комиссия по расследованию фактов вмешательства иностранных государств во внутренние дела России. Создана 10 сентября 2019 года. Состав комиссии: А. Г. Альшевских, И. В. Белых, А. К. Исаев, В. И. Пискарев, Н. В. Поклонская, А. Л. Шхагошев (все — фракция «Единая Россия»); Р. Д. Курбанов, Ю. П. Синельщиков (оба — фракция КПРФ); В. Е. Деньгин (до 16.03.2021), Антон Морозов (с 16.03.2021), Д. И. Савельев (все — фракция ЛДПР); Н. И. Рыжак, А. В. Чепа (оба — фракция «Справедливая Россия»)[28][29].

## Законопроекты
- Законопроект о пенсионной реформе в России (2018) — повышение пенсионного возраста до 65 лет у мужчин и до 60 лет у женщин был принят в 2018 году, пенсионная реформа оценивалась как событие номер один в стране в 2018 и 2019 году.
- Закон о «суверенном интернете» (2019) — законопроект о регулировании интернета в России, принят в 2019 году.
- Закон о просветительской деятельности (2021), который вызвал критику научного сообщества и людей, занимающихся просветительской деятельностью, принят в 2021 году.
- Закон № 327-ФЗ (2017) — закон о признании СМИ — иностранным агентом, а также поправки (2018) о признании физического лица иностранным агентом.

### Повышение НДС (2018)
Законопроект № 489169-7 — повышение основной ставки налога на добавленную стоимость с 18 до 20 % с 1 января 2019 г., был принят в 2018 г.
- В первом чтении за законопроект проголосовало 318 депутатов, из них 317 депутатов партии «Единая Россия»[31].
- В втором чтении за законопроект проголосовало 308 депутатов, из них 307 депутатов партии «Единая Россия»[32].
- В третьем, окончательном чтении за законопроект проголосовало 302 депутата, все члены партии «Единая Россия»[33].
- Закон подписан Путиным 3 августа 2018 года[34].

### Поправки к Конституции России (2020)
10 марта 2020 года депутат фракции «Единая Россия» В. В. Терешкова предложила поправку к Конституции России, обнуляющую президентские сроки В. В. Путина.
- За включение этой поправки в пакет предлагаемых поправок Конституции проголосовало 380 депутатов (из них: 321 депутат фракции «Единая Россия»; 38 депутатов фракции ЛДПР; 19 депутатов фракции «Справедливая Россия»; 2 депутата, не входящие во фракции).
- Против проголосовало 43 депутата — вся фракция КПРФ.
- Воздержался 1 депутат (Сергей Иванов, фракция ЛДПР)[35][36].

### «Закон против ФБК»
«Закон против ФБК» — законопроект о запрете лицам, причастным к деятельности экстремистских организаций, баллотироваться на выборах, в том числе если участие в организации осуществлялось до признания её экстремисткой, принят в 2021 году.
4 мая 2021 года депутаты из Комиссии по расследованию фактов вмешательства иностранных государств во внутренние дела России В. И. Пискарев, А. Г. Альшевских, Н. И. Рыжак, А. К. Исаев, Р. Д. Курбанов, Д. И. Савельев, А. В. Чепа, А. Л. Шхагошев внесли в Госдуму законопроект о запрете лицам, причастным к деятельности экстремистских организаций, баллотироваться на выборах в Госдуму. Депутаты Юрий Афонин (от КПРФ) и Олег Шеин (фракция «Справедливая Россия») посчитали спорным моментом этого законопроекта запрет баллотироваться тому, кто сотрудничал с организацией ещё до признания её экстремистской.
18 мая состоялось рассмотрение этого законопроекта в первом чтении. Комментируя законопроект, депутат от ЛДПР Сергей Иванов отметил, что «жулик и вор имеет право стать депутатом Государственной думы, а человек, который опубликовал об этом жулике и воре информацию… и суд посчитал, что эта публикация носит экстремистский характер, уже не имеет право это делать». «Вы вообще какое государство строите, а? Бандит, какой угодно, имеет право баллотироваться, человек, который сказал, что он такой, — нет… когда у вас суды полностью под контролем, все: от Конституционного до мирового, вам любую организацию… признают экстремистской, если вам это понадобится», — заявил Иванов.
Соавтор законопроекта депутат от «Единой России» Андрей Альшевских высказал мнение, что нельзя допускать к выборам в Госдуму одну из действующих в России политических партий: «Я думаю, здесь все, кто в этом зале сидит, заинтересованы, чтобы в этом зале не было тех лиц, которые открыто либо закрыто, но поддерживают или участвовали в экстремистских и террористических организациях… Я приведу маленький пример… Есть одна общественно-политическая партия, не буду называть её. Но она в своих декларациях открыто говорит, что Крым не является территорией России. И эта партия имеет право участвовать в выборах депутатов Государственной думы. Как вы считаете, это угроза? Мы считаем, что это угроза. И мы считаем, что подобных кандидатов и подобных партий здесь быть не должно», — заявил Альшевских. Депутат, вероятно, имел в виду партию «Яблоко».
Депутаты Госдумы приняли законопроект в первом чтении:
- за его принятие проголосовали 293 депутата (из них 291 депутат фракции «Единая Россия», 1 депутат фракции «Справедливая Россия» — Сергей Крючек, 1 депутат, не входящий во фракции — Алексей Журавлёв);
- против — 45 (из них 1 депутат фракции «Единая Россия» — Николай Гончар, 41 депутат фракции КПРФ, 1 депутат фракции ЛДПР — Сергей Иванов, 2 депутата фракции «Справедливая Россия» — Елена Драпеко и Гаджимурад Омаров);
- воздержались двое (оба из «Справедливой России» — Вадим Белоусов и Галина Хованская)[44].

Ко второму чтению законопроекта глава комитета Госдумы по госстроительству и законодательству Павел Крашенинников и глава комитета Совета федерации по конституционному законодательству и госстроительству Андрей Клишас внесли в законопроект поправки, запрещающие лицам, причастным к деятельности экстремистских и террористических организаций или выражавших этим организациям поддержку, избираться на выборах всех уровней. Это предложение одобрил Комитет Госдумы по контролю и регламенту. 25 мая законопроект был принят Госдумой во втором чтении.
26 мая Госдума приняла законопроект в третьем, окончательном чтении:
- за его принятие проголосовало 294 депутата (из них: 290 депутатов фракции «Единая Россия», 1 депутат фракции КПРФ — Тамара Плетнёва, 1 депутат фракции ЛДПР — Дмитрий Савельев, 1 депутат фракции «Справедливая Россия» — Михаил Емельянов, 1 депутат, не входящий во фракции — Алексей Журавлёв); согласно заявлению депутата Николая Рыжака (фракция «Справедливая Россия»), он также голосовал за принятие законопроекта[51];
- против проголосовало 38 депутатов (из них: 1 депутат фракции «Единая Россия» — Николай Гончар, 35 депутатов фракции КПРФ, 1 депутат фракции ЛДПР — Сергей Иванов, 1 депутат фракции «Справедливая Россия» — Галина Хованская);
- воздержалось 8 депутатов (из них: 1 депутат фракции КПРФ — Дмитрий Кузякин и 7 депутатов фракции «Справедливая Россия»)[52][53].

Депутаты фракции КПРФ в Госдуме собираются обратиться в Конституционный суд с просьбой проверить принятый законопроект на соответствие Конституции России.

### Закон о приземлении интернет-компаний
5 июля президент России подписал закон о приземлении иностранных интернет-компаний.

## Критика
Европейский союз не признает легитимными депутатов Государственной Думы от Республики Крым и города Севастополя. Аналогичные заявления сделали общественная организация Freedom House, министерства иностранных дел Литвы, Турции, Японии и ряда других государств.
20 сентября 2016 года, Верховная Рада Украины приняла постановление, согласно которому признала Государственную Думу VII созыва полностью не легитимной как законодательный орган власти, отказалась вести какие-либо правоотношения с ней и признавать любые её нормативно-правовые акты.

Не признавать легитимность выборов в Государственную думу Федерального собрания Российской Федерации седьмого созыва, их результатов и юридических последствий и, соответственно, состава, полномочий, актов и решений Государственной думы Федерального собрания Российской Федерации седьмого созыва
— Заявление Верховной Рады Украины «О непризнании Украиной легитимности выборов в Государственную Думу Федерального Собрания Российской Федерации седьмого созыва»
В июле-сентябре 2018 года депутаты Думы VII созыва стали мишенью жёсткой критики населения России в связи с обсуждением и принятием законопроекта о подъёме пенсионного возраста, вплоть до призывов к роспуску палаты. Однако, претензии по данному вопросу могут быть адресованы только фракции партии власти «Единая Россия», так как все оппозиционные фракции голосовали против указанного законопроекта.